# Чайтанья-чандродая
«Чайта́нья-чандрода́я-на́така» (IAST: Caitanya-candrodaya-nāṭaka, рус. Восход луны Чайтаньи) — драма в десяти актах авторства кришнаитского бенгальского поэта и святого Кавикарнапуры. Написана около 1580 года, возможно в 1572 году. Представляет собой драматизированное описание основных событий из жизни основоположника традиции гаудия-вайшнавизма Чайтаньи Махапрабху. Описывается как один из наиболее авторитетных источников о жизни Чайтаньи.